# Campionati europei juniores di slittino
I campionati europei juniores di slittino sono una competizione sportiva a cadenza annuale organizzata dalla Federazione Internazionale Slittino (FIL) in cui si assegnano i titoli europei nelle diverse specialità dello slittino nella categoria junior, a cui possono prendere parte esclusivamente gli atleti e le atlete aventi un'età non superiore ai 20 anni nell'anno in cui viene disputata la manifestazione.
La competizione si disputa dal 1955, anno in cui vennero istituiti anche i campionati mondiali assoluti, nelle discipline del singolo maschile e femminile e del doppio. Con l'istituzione dei mondiali juniores nel 1982 la manifestazione divenne per un breve periodo a carattere biennale, venendo disputata negli anni dispari alternativamente alla rassegna iridata, ma quando nel 1990 quest'ultima divenne un appuntamento annuale della stagione agonistica i campionati europei juniores vennero soppressi. Furono successivamente reintrodotti in calendario a partire dal 2011, all'interno del circuito della Coppa del Mondo juniores come gara nella gara, ristabilendo la frequenza annuale per questa manifestazione. Dal 2012 viene altresì assegnato il titolo anche nella specialità della gara a squadre mentre dal 2022 è stata introdotta la prova del doppio femminile.
Tra tutti gli atleti laureatisi campioni solamente Rudolf Bichler, Bernd Dreyer, Bernd Hahn, Ernesto Mair, Volker Messing, Siegfried Müller, Kaspars Rinks, Bernd Roßmann e Johannes Schettel sono riusciti a vincere il titolo continentale juniores sia nella disciplina del singolo sia in quella del doppio. Sono invece ventisei, senza contare coloro che hanno vinto unicamente nella gara a squadre, gli slittinisti capaci di conquistare un titolo europeo assoluto dopo aver trionfato a livello junior: oltre al già citato Bernd Dreyer gli altri sono Vladislav Antonov, Jana Bode, Reinhard Bredow, Elisabeth Demleitner, Aleksandr Denis'ev, Josef Feistmantl, Wolfram Fiedler, Dominik Fischnaller, René Friedl, Dettlef Günther, Georg Hackl, Norbert Hahn, Uwe Handrich, Paul Hildgartner, Jörg Hoffmann, Norbert Huber, Max Langenhan, Jonas Müller, Hans Rinn, Cheyenne Rosenthal, Bettina Schmidt, Margit Schumann, Melitta Sollmann, Anton Venier ed Ewald Walch.

## Albo d'oro

### Singolo donne
| Anno | Luogo                 | Oro                                            | Argento                                        | Bronzo                                             |
| ---- | --------------------- | ---------------------------------------------- | ---------------------------------------------- | -------------------------------------------------- |
| 1955 | Davos                 | Lotti Vanoni Svizzera                          | Sieglinde Profanter Austria                    | Doris Kistler Svizzera                             |
| 1956 | Weißenbach bei Liezen | Ida Konrad Austria                             | Berta Bürkl Austria                            | Olga Schrott Austria                               |
| 1957 | Vipiteno              | Annemarie Mayr Austria                         | Olga Schrott Austria                           | Brigitte Fink Italia                               |
| 1958 | Oberhof               | Baldrun Mille Germania Est                     | Christa Kühn Germania Est                      | Hanni Possmoser Austria                            |
| 1959 | Weißenbach bei Liezen | Gretl Angerer Austria                          | Zenzi Plenk Germania Ovest                     | Karin Kurz Germania Ovest                          |
| 1960 | Villaco               | Hanni Possmoser Austria                        | Karin Kurz Germania Ovest                      | Anna Stock Austria                                 |
| 1961 | Davos                 | Helga Meusinger Germania Est                   | Marlene Kahr Austria                           | Lucia Hackelsberger Germania Ovest                 |
| 1962 | Bad Aussee            | Helga Meusinger Germania Est                   | Helga Gugganig Austria                         | Antonia Lanthaler Austria                          |
| 1963 | Schönau am Königssee  | non disputato                                  | non disputato                                  | non disputato                                      |
| 1964 | Kufstein              | Irena Kawa Polonia                             | Sofia Hlasko Polonia                           | Uta Schipanski Germania Est                        |
| 1965 | Karpacz               | Wiesława Martyka Polonia                       | Adelheid Reckewitz Germania Est                | Danuta Baraś Polonia                               |
| 1966 | Igls                  | Marlies Renoth Germania Ovest                  | Anna-Maria Müller Germania Est                 | Małgorzata Glowaczewska Polonia                    |
| 1967 | Friedrichroda         | non disputato                                  | non disputato                                  | non disputato                                      |
| 1968 | Schönau am Königssee  | Dana Beldová Cecoslovacchia                    | Angela Knösel Germania Est                     | Wiesława Martyka Polonia                           |
| 1969 | Hammarstrand          | Elisabeth Demleitner Germania Ovest            | Dana Beldová Cecoslovacchia                    | Rosita Streit Germania Est                         |
| 1970 | Villard-de-Lans       | non disputato                                  | non disputato                                  | non disputato                                      |
| 1971 | Mariánské Lázně       | Margit Schumann Germania Est                   | Desa Linski Cecoslovacchia                     | Ute Rührold Germania Est                           |
| 1972 | Kufstein              | Eva-Maria Wernicke Germania Est                | Teresa Bugajczyk Polonia                       | Małgorzata Kretowicz Polonia                       |
| 1973 | Valdaora              | Sarah Felder Italia                            | Steffi Eissmann Germania Est                   | Heidemarie Reiss Germania Est                      |
| 1974 | Schlehdorf            | Sarah Felder Italia                            | Sieglinde Kaiser Germania Est                  | Sieglinde Peschel Germania Est                     |
| 1975 | Oberhof               | Monika Jedamski Germania Est                   | Roswitha Stenzel Germania Est                  | Elvira Schreiber Germania Est                      |
| 1976 | Imst                  | Melitta Sollmann Germania Est                  | Teresa Maziarz Polonia                         | Veronika Huhn Germania Est                         |
| 1977 | Igls                  | Andrea Fendt Germania Ovest                    | Elke Djan Germania Ovest                       | Ilona Brand Germania Est                           |
| 1978 | Winterberg            | Roswitha Stenzel Germania Est                  | Bettina Schmidt Germania Est                   | Andrea Fendt Germania Ovest                        |
| 1979 | Krynica-Zdrój         | Bettina Schmidt Germania Est                   | Martina Günl Germania Est                      | Elke Djan Germania Ovest                           |
| 1980 | Hammarstrand          | Heike Popel Germania Est                       | Ute Weiß Germania Est                          | Eleonora Čerenisina Unione Sovietica               |
| 1981 | Bludenz               | Steffi Martin Germania Est                     | Birgit Weise Germania Est                      | Jutta Garbe Germania Est                           |
| 1983 | Igls                  | Christine König Germania Est                   | Anke Popel Germania Est                        | Heike Grübler Germania Est                         |
| 1985 | Schönau am Königssee  | Veronika Oberhuber Italia                      | Nadežda Šmitova Unione Sovietica               | Susi Erdmann Germania Est                          |
| 1987 | Sarajevo              | Jana Bode Germania Est                         | Susi Erdmann Germania Est                      | Dana Riedel Germania Est                           |
| 1989 | Igls                  | Andrea Tagwerker Austria                       | Jean Roos Germania Est                         | Margit Paar Germania Ovest                         |
| 2011 | Igls                  | Mona Wabnigg Austria                           | Dajana Eitberger Germania                      | Aileen Frisch Germania                             |
| 2012 | Winterberg            | Aileen Frisch Germania                         | Katrin Rudolph Germania                        | Luzie Löscher Germania                             |
| 2013 | Oberhof               | Nathalie Burkhardt Germania                    | Maria Naß Germania                             | Saskia Langer Germania                             |
| 2014 | Sigulda               | Angelique Fleischer Germania                   | Viktorija Demčenko Russia                      | Ekaterina Katnikova Russia                         |
| 2015 | Oberhof               | Jessica Tiebel Germania                        | Viktorija Demčenko Russia                      | Saskia Langer Germania                             |
| 2016 | Altenberg             | Jessica Tiebel Germania                        | Tina Müller Germania                           | Olesja Michajlenko Russia                          |
| 2017 | Oberhof               | Jessica Tiebel Germania                        | Hannah Prock Austria                           | Cheyenne Rosenthal Germania                        |
| 2018 | Winterberg            | Cheyenne Rosenthal Germania                    | Jessica Tiebel Germania                        | Verena Hofer Italia                                |
| 2019 | Sankt Moritz          | Verena Hofer Italia                            | Elīna Ieva Vītola Lettonia                     | Anna Berreiter Germania                            |
| 2020 | Winterberg            | Verena Hofer Italia                            | Jessica Degenhardt Germania                    | Isabell Richter Germania e Sigita Bērziņa Lettonia |
| 2021 | Schönau am Königssee  | cancellati a causa della pandemia di COVID-19. | cancellati a causa della pandemia di COVID-19. | cancellati a causa della pandemia di COVID-19.     |
| 2022 | Bludenz               | Melina Fischer Germania                        | Jessica Degenhardt Germania                    | Zane Kaluma Lettonia                               |
| 2023 | Altenberg             | Antonia Pietschmann Germania                   | Alina Bräutigam Germania                       | Dorothea Schwarz Austria                           |
| 2024 | Sankt Moritz          | Anka Jänicke Germania                          | Antonia Pietschmann Germania                   | Zane Kaluma Lettonia                               |
| 2025 | Sigulda               | Zane Kaluma Lettonia                           | Josephine Buse Germania                        | Antonia Pietschmann Germania                       |

### Singolo uomini
| Anno | Luogo                 | Oro                                            | Argento                                        | Bronzo                                         |
| ---- | --------------------- | ---------------------------------------------- | ---------------------------------------------- | ---------------------------------------------- |
| 1955 | Davos                 | Katejan Peer Austria                           | Beat Haesler Svizzera                          | Willi Haslwanter Austria                       |
| 1956 | Weißenbach bei Liezen | Anton Venier Austria                           | Ferdinand Steiner Austria                      | Josef Hollinger Austria                        |
| 1957 | Vipiteno              | Josef Feistmantl Austria                       | Herbert Thaler Austria                         | Manfred Schweiberer Austria                    |
| 1958 | Oberhof               | Max Leo Germania Ovest                         | Thomas Köhler Germania Est                     | Klaus-Michael Bonsack Germania Est             |
| 1959 | Weißenbach bei Liezen | Manfred Schweiberer Austria                    | Jean-Pierre Gottschall Svizzera                | Josef Fleischmann Germania Ovest               |
| 1960 | Villaco               | Josef Neururer Austria                         | Paul Nadles Germania Ovest                     | Josef Fleischmann Germania Ovest               |
| 1961 | Davos                 | Gernot Pollhammer Austria                      | Manfred Mittelberger Austria                   | Manfred Schmid Austria                         |
| 1962 | Bad Aussee            | Rudolf Bichler Austria                         | Manfred Schmid Austria                         | Anton Legat Austria                            |
| 1963 | Schönau am Königssee  | non disputato                                  | non disputato                                  | non disputato                                  |
| 1964 | Kufstein              | Ernesto Mair Italia                            | Florian Aschauer Germania Ovest                | Enrico Graber Italia                           |
| 1965 | Karpacz               | Eugeniusz Sliwa Polonia                        | Leonhard Frank Germania Ovest                  | Marian Kwiatkowski Polonia                     |
| 1966 | Igls                  | Bernd Roßmann Germania Est                     | Siegfried Müller Germania Est                  | Hans Pechtl Austria                            |
| 1967 | Friedrichroda         | non disputato                                  | non disputato                                  | non disputato                                  |
| 1968 | Schönau am Königssee  | Siegfried Müller Germania Est                  | Karl-August Remmers Germania Est               | Wolfram Fiedler Germania Est                   |
| 1969 | Hammarstrand          | Wolfram Fiedler Germania Est                   | Stefan Hölzlwimmer Germania Ovest              | Rudolf Schmid Austria                          |
| 1970 | Villard-de-Lans       | non disputato                                  | non disputato                                  | non disputato                                  |
| 1971 | Mariánské Lázně       | Paul Hildgartner Italia                        | Bernd Hahn Germania Est                        | Horst Müller Germania Est                      |
| 1972 | Kufstein              | Bernd Hahn Germania Est                        | Anton Winkler Germania Ovest                   | Hans-Heinrich Winkler Germania Est             |
| 1973 | Valdaora              | Dettlef Günther Germania Est                   | Karl Feichter Italia                           | Bernd Hahn Germania Est                        |
| 1974 | Schlehdorf            | Volker Messing Germania Est                    | Piotr Bugajczyk Polonia                        | Michael Gardebäck Svezia                       |
| 1975 | Oberhof               | Bernhard Glass Germania Est                    | Hendrik Fischer Germania Est                   | Uwe Günther Germania Est                       |
| 1976 | Imst                  | Bernd Dreyer Germania Est                      | Jürgen Gerhard Germania Est                    | Uwe Handrich Germania Est                      |
| 1977 | Igls                  | Johannes Schettel Germania Ovest               | Bernd Beutel Germania Ovest                    | Gerhard Böhmer Germania Ovest                  |
| 1978 | Winterberg            | Uwe Handrich Germania Est                      | Jürgen Gerhard Germania Est                    | Johannes Schettel Germania Ovest               |
| 1979 | Krynica-Zdrój         | Thomas Rührold Germania Est                    | Sergej Danilin Unione Sovietica                | Jan Lindert Polonia                            |
| 1980 | Hammarstrand          | Wilfried Vogel Germania Est                    | Andreas Bauch Germania Est                     | Valerij Petrov Unione Sovietica                |
| 1981 | Bludenz               | Jörg Hoffmann Germania Est                     | Detlef Bertz Germania Est                      | Wilfried Vogel Germania Est                    |
| 1983 | Igls                  | Norbert Huber Italia                           | Markus Prock Austria                           | Georg Hackl Germania Ovest                     |
| 1985 | Schönau am Königssee  | Georg Hackl Germania Ovest                     | Uwe Reindl Germania Ovest                      | Maximilian Burghardtswieser Germania Ovest     |
| 1987 | Sarajevo              | Gerhard Plankensteiner Italia                  | Helmut Hölzlwimmer Germania Ovest              | Alexander Bau Germania Est                     |
| 1989 | Igls                  | Gerhard Plankensteiner Italia                  | Wilfried Huber Italia                          | Alexander Bau Germania Est                     |
| 2011 | Igls                  | Dominik Fischnaller Italia                     | Kevin Fischnaller Italia                       | Aleksandr Peretjagin Russia                    |
| 2012 | Winterberg            | Kevin Fischnaller Italia                       | Toni Gräfe Germania                            | Vladimir Pitilimov Russia                      |
| 2013 | Oberhof               | Emanuel Rieder Italia                          | Chris Eißler Germania                          | Georg Reumschüssel Germania                    |
| 2014 | Sigulda               | Armin Frauscher Austria                        | Aleksandr Stepičev Russia                      | Riks Kristens Rozītis Lettonia                 |
| 2015 | Oberhof               | Sebastian Bley Germania                        | Roman Repilov Russia                           | Nico Gleirscher Austria                        |
| 2016 | Altenberg             | Jonas Müller Austria                           | Nico Gleirscher Austria                        | Kristers Aparjods Lettonia                     |
| 2017 | Oberhof               | Max Langenhan Germania                         | Kristers Aparjods Lettonia                     | Nico Gleirscher Austria                        |
| 2018 | Winterberg            | Max Langenhan Germania                         | Moritz Bollmann Germania                       | David Nößler Germania                          |
| 2019 | Sankt Moritz          | David Nößler Germania                          | Moritz Bollmann Germania                       | Lukas Gufler Italia                            |
| 2020 | Winterberg            | Pavel Repilov Russia                           | Matvej Perestoronin Russia                     | Florian Müller Germania                        |
| 2021 | Schönau am Königssee  | cancellati a causa della pandemia di COVID-19. | cancellati a causa della pandemia di COVID-19. | cancellati a causa della pandemia di COVID-19. |
| 2022 | Bludenz               | Marián Skupek Slovacchia                       | Fabio Zauser Austria                           | Eduard Aleksandrov Russia                      |
| 2023 | Altenberg             | Kaspars Rinks Lettonia                         | Noah Kallan Austria                            | Alex Gufler Italia                             |
| 2024 | Sankt Moritz          | Kaspars Rinks Lettonia                         | Noah Kallan Austria                            | Leon Haselrieder Italia                        |
| 2025 | Sigulda               | Fabio Zauser Austria                           | Noah Kallan Austria                            | Marco Leger Germania                           |

### Doppio
| Anno | Luogo                 | Oro                                                   | Argento                                                 | Bronzo                                                  |
| ---- | --------------------- | ----------------------------------------------------- | ------------------------------------------------------- | ------------------------------------------------------- |
| 1955 | Davos                 | non disputato                                         | non disputato                                           | non disputato                                           |
| 1956 | Weißenbach bei Liezen | Ferdinand Steiner Wolfgang Schmeissl Austria          | Josef Feistmantl Eduard Pirkmann Austria                | Peter Katschtaler Franz Hartweger Austria               |
| 1957 | Vipiteno              | Ewald Walch Josef Mariner Austria                     | Helmut Thaler Herbert Thaler Austria                    | Robert Unterfrauner Josef Feistmantl Austria            |
| 1958 | Oberhof               | Helmut Thaler Herbert Thaler Austria                  | Wolfgang Winkler Leonhard Eham Germania Ovest           | Klaus-Michael Bonsack Gerhard Kirchner Germania Est     |
| 1959 | Weißenbach bei Liezen | Wolfgang Winkler Leonhard Eham Germania Ovest         | Giorgio Moroder Arnold Prinoth Italia                   | Anton Feldhammer Manfred Schmid Austria                 |
| 1960 | Villaco               | Anton Feldhammer Manfred Schmid Austria               | Paul Nadles Josef Fleischmann Germania Ovest            | Walter Fürutter Josef Neururer Austria                  |
| 1961 | Davos                 | non disputato                                         | non disputato                                           | non disputato                                           |
| 1962 | Bad Aussee            | Rudolf Bichler Hermann Rohrer Austria                 | Anton Legat Herbert Mayer Austria                       | Rupert Hell Manfred Griesser Austria                    |
| 1963 | Schönau am Königssee  | non disputato                                         | non disputato                                           | non disputato                                           |
| 1964 | Kufstein              | Ernesto Mair Enrico Graber Italia                     | Paul Fiegl Florian Aschauer Germania Ovest              | Ryszard Nasiek Józef Matlak Polonia                     |
| 1965 | Karpacz               | Gerhard Vater Reinhard Bredow Germania Est            | Siegfried Müller Bernd Roßmann Germania Est             | Jerzy Nasiek Eugeniusz Kowalski Polonia                 |
| 1966 | Igls                  | Siegfried Müller Bernd Roßmann Germania Est           | Klaus Deschner Eberhard Schmidt Germania Est            | Jan Navrátil Jan Janata Cecoslovacchia                  |
| 1967 | Friedrichroda         | non disputato                                         | non disputato                                           | non disputato                                           |
| 1968 | Schönau am Königssee  | Siegfried Müller Bernd Roßmann Germania Est           | Rudolf Schmid Franz Schachner Austria                   | Josef Nagele Raimund Köfinger Austria                   |
| 1969 | Hammarstrand          | Rudolf Schmid Franz Schachner Austria                 | Paul Hildgartner Walter Plaikner Italia                 | Horst Müller Manfred Neumann Germania Est               |
| 1970 | Villard-de-Lans       | non disputato                                         | non disputato                                           | non disputato                                           |
| 1971 | Mariánské Lázně       | Hans-Henning Schulze Hans-Jürgen Neumann Germania Est | Paul Hildgartner Hubert Graber Italia                   | Günther Lemmerer Alfons Obojes Austria                  |
| 1972 | Kufstein              | Hans Rinn Norbert Hahn Germania Est                   | Hans-Henning Schulze Hans-Jürgen Neumann Germania Est   | Karl Feichter Ernst Haspinger Italia                    |
| 1973 | Valdaora              | Bernd Hahn Ulrich Hahn Germania Est                   | Karl Feichter Ernst Haspinger Italia                    | Volker Messing Wilfried Weidner Germania Est            |
| 1974 | Schlehdorf            | Volker Messing Wolfgang Seifert Germania Est          | Ray Lindfors Josef Mairhofer Squadra mista              | Jan Kasielski Krzysztof Kuklik Polonia                  |
| 1975 | Oberhof               | Bernd Dreyer Andreas Sauer Germania Est               | Volker Messing Roland Herdmann Germania Est             | Uwe Günther Harald Schmidt Germania Est                 |
| 1976 | Imst                  | Michael Körner Harald Schmidt Germania Est            | Heinz Pacher Gerhard Hirzegger Austria                  | Thomas Rzeznizok Detlef Ammenhäuser Germania Ovest      |
| 1977 | Igls                  | Hans Stanggassinger Franz Wembacher Germania Ovest    | Johannes Schettel Jürgen Pilz Germania Ovest            | Bernd Oberhoffner Jörg-Dieter Ludwig Germania Est       |
| 1978 | Winterberg            | Johannes Schettel Patric Werner Germania Ovest        | Volker Sotzmann Volker Dietrich Germania Est            | Vjačeslav Ščugurov Vladimir Tereščenko Unione Sovietica |
| 1979 | Krynica-Zdrój         | Jan Lindert Wojciech Kania Polonia                    | Franz Wilhelmer Franz Lechleitner Austria               | Jerzy Jebłeński Stanisław Socha Polonia                 |
| 1980 | Hammarstrand          | Volker Sotzmann Norbert Loch Germania Est             | Klaus Rosenberger Wolfgang Staudinger Germania Ovest    | Zdeněk Strnad Petr Kinzel Cecoslovacchia                |
| 1981 | Bludenz               | František Bím Jiří Kraus Cecoslovacchia               | Thomas Schwab Wolfgang Staudinger Germania Ovest        | Jens Schenke Jens Friedrich Germania Est                |
| 1983 | Igls                  | Vitalij Mel'nik Dmitrij Alekseev Unione Sovietica     | René Keller Lutz Kühnlenz Germania Est                  | Siegfried Federer Norbert Huber Italia                  |
| 1985 | Schönau am Königssee  | Sven Eggert René Friedl Germania Est                  | Vitalij Mel'nik Dmitrij Alekseev Unione Sovietica       | Stefan Krauße Jan Behrendt Germania Est                 |
| 1987 | Sarajevo              | Marco Ernst Olaf Paschold Germania Est                | Kurt Brugger Wilfried Huber Italia                      | Hermann Müller Daniel Schubert Germania Ovest           |
| 1989 | Igls                  | Andrej Novickij Igor' Lavrov Unione Sovietica         | Levan Tibilovi K'akha Vakht'angishvili Unione Sovietica | Mario Langenhan Andreas Bernhardt Germania Est          |
| 2011 | Igls                  | Aleksandr Denis'ev Vladislav Antonov Russia           | Nico Grüßner Toni Förtsch Germania                      | Andrej Bogdanov Andrej Medvedev Russia                  |
| 2012 | Winterberg            | Tim Brendel Florian Funk Germania                     | Jurij Kalinin Sergej Beljaev Russia                     | Marian Zemanik Jozef Petrulák Slovacchia                |
| 2013 | Oberhof               | Julius Löffler Florian Küchler Germania               | Florian Löffler Manuel Stiebing Germania                | Tim Brendel Florian Funk Germania                       |
| 2014 | Sigulda               | Tim Brendel Florian Funk Germania                     | Thomas Steu Lorenz Koller Austria                       | David Trojer Phillip Knoll Austria                      |
| 2015 | Oberhof               | Florian Löffler Manuel Stiebing Germania              | Kristens Putins Kārlis Krišs Matuzels Lettonia          | Evgenij Evdokimov Aleksej Grošev Russia                 |
| 2016 | Altenberg             | Florian Löffler Manuel Stiebing Germania              | David Trojer Phillip Knoll Austria                      | Hannes Orlamünder Paul Gubitz Germania                  |
| 2017 | Oberhof               | Hannes Orlamünder Paul Gubitz Germania                | Nico Semmler Johannes Pfeiffer Germania                 | Ivan Nagler Fabian Malleier Italia                      |
| 2018 | Winterberg            | Dmitrij Bučnev Daniil Kil'seev Russia                 | Vsevolod Kaškin Konstantin Koršunov Russia              | Marian Gitlan Flavius Ion Craciun Romania               |
| 2019 | Sankt Moritz          | Hannes Orlamünder Paul Gubitz Germania                | Max Ewald Jakob Jannusch Germania                       | Leon Felderer Lukas Gufler Italia                       |
| 2020 | Winterberg            | Max Ewald Jakob Jannusch Germania                     | Dmitrij Bučnev Daniil Kil'seev Russia                   | Michail Karnauchov Jurij Čirva Russia                   |
| 2021 | Schönau am Königssee  | cancellati a causa della pandemia di COVID-19.        | cancellati a causa della pandemia di COVID-19.          | cancellati a causa della pandemia di COVID-19.          |

### Doppio donne
| Anno | Luogo        | Oro                                      | Argento                                     | Bronzo                                        |
| ---- | ------------ | ---------------------------------------- | ------------------------------------------- | --------------------------------------------- |
| 2022 | Bludenz      | Viktorija Ziediņa Selīna Zvilna Lettonia | Luisa Romanenko Pauline Patz Germania       | Anastasija Kropačeva Alëna Starkova Russia    |
| 2023 | Altenberg    | Lisa Zimmermann Dorothea Schwarz Austria | Nadia Falkensteiner Annalena Huber Italia   | Elisa-Marie Storch Elia Reitmeier Germania    |
| 2024 | Sankt Moritz | Elisa-Marie Storch Pauline Patz Germania | Viktorija Ziediņa Selīna Zvilna Lettonia    | Sarah Pflaume Lina Peterseim Germania         |
| 2025 | Sigulda      | Elisa-Marie Storch Pauline Patz Germania | Alexandra Oberstolz Katharina Kofler Italia | Zuzanna Jędrzejczyk Oliwia Dawidowska Polonia |

### Doppio uomini
| Anno | Luogo        | Oro                                            | Argento                                  | Bronzo                                       |
| ---- | ------------ | ---------------------------------------------- | ---------------------------------------- | -------------------------------------------- |
| 2022 | Bludenz      | Moritz Jäger Valentin Steudte Germania         | Michail Karnauchov Jurij Čirva Russia    | Kaspars Rinks Vitālijs Jegorovs Lettonia     |
| 2023 | Altenberg    | Kaspars Rinks Vitālijs Jegorovs Lettonia       | Moritz Jäger Valentin Steudte Germania   | Pascal Kunze Maddox Götze Germania           |
| 2024 | Sankt Moritz | Raimonds Baltgalvis Vitālijs Jegorovs Lettonia | Pascal Kunze Max Trippner Germania       | Philipp Brunner Manuel Weissensteiner Italia |
| 2025 | Sigulda      | Raimonds Baltgalvis Uldis Jakseboga Lettonia   | Louis Grünbeck Maximilian Kührt Germania | Christián Bosman Bruno Mick Slovacchia       |

### Gara a squadre
| Anno | Luogo                | Oro                                                                             | Argento                                                                             | Bronzo                                                                                    |
| ---- | -------------------- | ------------------------------------------------------------------------------- | ----------------------------------------------------------------------------------- | ----------------------------------------------------------------------------------------- |
| 2012 | Winterberg           | Germania Aileen Frisch Toni Gräfe Tim Brendel / Florian Funk                    | Russia Ekaterina Baturina Vladimir Pitilimov Jurij Kalinin / Sergej Beljaev         | Austria Miriam Kastlunger Armin Frauscher Thomas Steu / Lorenz Koller                     |
| 2013 | Oberhof              | Germania Nathalie Burkhardt Chris Eißler Julius Löffler / Florian Küchler       | Italia Sandra Robatscher Emanuel Rieder Florian Gruber / Simon Kainzwaldner         | Russia Ekaterina Katnikova Aleksandr Gorbacevič Jurij Kalinin / Sergej Beljaev            |
| 2014 | Sigulda              | Germania Angelique Fleischer Toni Gräfe Tim Brendel / Florian Funk              | Lettonia Ulla Zirne Riks Kristens Rozītis Kristens Putins / Kārlis Krišs Matuzels   | Russia Viktorija Demčenko Aleksandr Stepičev Stanislav Mal'cev / Oleg Faschutdinov        |
| 2015 | Oberhof              | Russia Viktorija Demčenko Roman Repilov Evgenij Evdokimov / Aleksej Grošev      | Lettonia Kendija Aparjode Kristers Aparjods Kristens Putins / Kārlis Krišs Matuzels | Austria Nina Prock Nico Gleirscher David Trojer / Phillip Knoll                           |
| 2016 | Altenberg            | Germania Jessica Tiebel Paul-Lukas Heider Florian Löffler / Manuel Stiebing     | Austria Madeleine Egle Jonas Müller David Trojer / Phillip Knoll                    | Russia Olesja Michajlenko Evgenij Petrov Evgenij Evdokimov / Aleksej Grošev               |
| 2017 | Oberhof              | Germania Jessica Tiebel Max Langenhan Hannes Orlamünder / Paul Gubitz           | Italia Hannah Niederkofler Lukas Gufler Ivan Nagler / Fabian Malleier               | Lettonia Elīna Vītola Kristers Aparjods Mārtiņš Bots / Roberts Plūme                      |
| 2018 | Winterberg           | Germania Cheyenne Rosenthal Max Langenhan Hendrik Seibert / Calvin Luke Meister | Italia Verena Hofer Leon Felderer Felix Schwarz / Lukas Gufler                      | Russia Kristina Šamova Daniil Lebedev Dmitrij Bučnev / Daniil Kil'seev                    |
| 2019 | Sankt Moritz         | Germania Anna Berreiter David Nößler Hannes Orlamünder / Paul Gubitz            | Lettonia Elīna Vītola Gints Bērziņš Mārtiņš Bots / Roberts Plūme                    | Italia Verena Hofer Alex Gufler Leon Felderer / Lukas Gufler                              |
| 2020 | Winterberg           | Germania Jessica Degenhardt Florian Müller Max Ewald / Jakob Jannusch           | Austria Barbara Allmaier Florian Tanzer Juri Gatt / Riccardo Schöpf                 | Romania Ioana-Corina Buzatoiu Eduard-Mihai Crăciun Mircea-Razvan Turea / Sebastian Motzca |
| 2021 | Schönau am Königssee | cancellati a causa della pandemia di COVID-19.                                  | cancellati a causa della pandemia di COVID-19.                                      | cancellati a causa della pandemia di COVID-19.                                            |
| 2022 | Bludenz              | Germania Melina Fischer Timon Grancagnolo Moritz Jäger / Valentin Steudte       | Lettonia Zane Kaluma Roberts Dreimanis Kaspars Rinks / Vitālijs Jegorovs            | Russia Daria Olesik Eduard Aleksandrov Lev Romanov / Vladislav Veremeenko                 |
| 2023 | Altenberg            | Germania Antonia Pietschmann Marco Leger Moritz Jäger / Valentin Steudte        | Lettonia Frančeska Bona Kaspars Rinks Raimonds Baltgalvis / Krišjānis Brūns         | Italia Alexandra Oberstolz Alex Gufler Philipp Brunner / Manuel Weissensteiner            |
| 2024 | Sankt Moritz         | Lettonia Zane Kaluma Kaspars Rinks Raimonds Baltgalvis / Vitālijs Jegorovs      | Germania Anka Jänicke Marco Leger Pascal Kunze / Max Trippner                       | Italia Alexandra Oberstolz Leon Haselrieder Philipp Brunner / Manuel Weissensteiner       |
| 2025 | Sigulda              | Germania Josephine Buse Marco Leger Louis Grünbeck / Maximilian Kührt           | Lettonia Zane Kaluma Roberts Lazdāns Raimonds Baltgalvis / Uldis Jakseboga          | Squadra mista Alexandra Oberstolz Lukas Peccei Christián Bosman / Bruno Mick              |

## Medagliere
Aggiornato all'edizione 2025.
| Pos.   | Nazione          | Oro | Argento | Bronzo | Totale |
| ------ | ---------------- | --- | ------- | ------ | ------ |
| 1      | Germania Est     | 37  | 29      | 30     | 96     |
| 2      | Germania         | 36  | 23      | 17     | 76     |
| 3      | Austria          | 23  | 26      | 24     | 73     |
| 4      | Italia           | 14  | 13      | 14     | 41     |
| 5      | Germania Ovest   | 9   | 17      | 13     | 39     |
| 6      | Lettonia         | 8   | 10      | 7      | 25     |
| 7      | Russia           | 4   | 10      | 14     | 28     |
| 8      | Polonia          | 4   | 4       | 11     | 19     |
| 9      | Unione Sovietica | 2   | 4       | 3      | 9      |
| 10     | Cecoslovacchia   | 2   | 2       | 2      | 6      |
| 11     | Svizzera         | 1   | 2       | 1      | 4      |
| 12     | Slovacchia       | 1   | 0       | 2      | 3      |
| 13     | Romania          | 0   | 0       | 2      | 2      |
| 14     | Svezia           | 0   | 0       | 1      | 1      |
| Totale | Totale           | 141 | 140     | 141    | 422    |